# Boeing E-3 Sentry
Vous lisez un « bon article » labellisé en 2017.
Pour les articles homonymes, voir E3 et Sentry.
Le Boeing E-3 Sentry (« sentinelle »), communément dénommé AWACS (Airborne Warning & Control System), est un avion de détection et de commandement développé par Boeing en tant que maître d'œuvre. Dérivé du Boeing 707, il fournit une surveillance, un commandement, un contrôle et des communications tout-temps ; il est utilisé par l'United States Air Force (USAF), l'OTAN, la Royal Air Force (RAF), l'Armée de l'air française et la Force aérienne royale saoudienne. Le E-3 est reconnaissable à son dôme radar rotatif distinctif au-dessus du fuselage. La production s'achève en 1992 après la construction de 68 appareils.
Au milieu des années 1960, l'USAF cherche un appareil pour remplacer ses Lockheed EC-121 Warning Star à moteurs à pistons qui sont en service depuis plus d'une décennie. Après la publication des contrats de développement préliminaires à trois sociétés, l'USAF sélectionne Boeing pour construire deux cellules destinées à tester les radars des deux concurrents : Westinghouse Electric Company et Hughes. Les deux radars utilisent la technologie Doppler pulsée. Le modèle de Westinghouse Electric gagne l'appel d'offres. Les essais du premier E-3 de production commencent en octobre 1975.
Le premier E-3 de l'USAF est livré en mars 1977 et, pendant les sept années suivantes, un total de 34 appareils est construit. L'OTAN, en tant qu'identité unique, commande également dix-huit appareils qui sont basés en Allemagne. Le E-3 est également vendu au Royaume-Uni (sept), à la France (quatre) et à l'Arabie saoudite (cinq, plus huit ravitailleurs dérivés du E-3). En 1991, au moment où le dernier appareil est livré, des E-3 participent à l'opération Desert Storm, jouant le rôle crucial de diriger les appareils de la coalition contre l'ennemi. Tout au long de la carrière de l'avion, plusieurs améliorations sont réalisées pour accroître ses capacités. En 1996, la division Defense & Electronic Systems de la Westinghouse Electric Company est acquise par Northrop avant d'être renommée Northrop Grumman Electronic Systems, qui prend alors en charge le radar du E-3.

## Développement

### Contexte historique
En 1963, l'USAF émet un appel d'offres pour un système de détection et de commandement aéroporté (Airborne Warning and Control System, AWACS) afin de remplacer ses EC-121 Warning Star qui sont utilisés dans ce rôle depuis plus d'une décennie. Le nouvel avion doit profiter des améliorations technologiques qui permettent aux radars aéroportés de « regarder vers le bas » et détecter les appareils volant à basse altitude, même au-dessus des terres, ce qui est alors impossible à cause des échos parasites au sol. Des contrats sont envoyés à Boeing, Douglas et Lockheed, ce dernier étant éliminé en juillet 1966. En 1967, un programme parallèle est mis en place pour le développement du radar, Westinghouse Electric et Hughes Aircraft étant sollicités afin de rivaliser dans la production du système radar. En 1968, il est désigné comme Overland Radar Technology (ORT) au cours des essais de développement sur un EC-121Q modifié,. L'antenne radar de Westinghouse doit être utilisée quel que soit le vainqueur du concours, puisque Westinghouse a été le pionnier dans la conception des déphaseurs haute puissance HF.

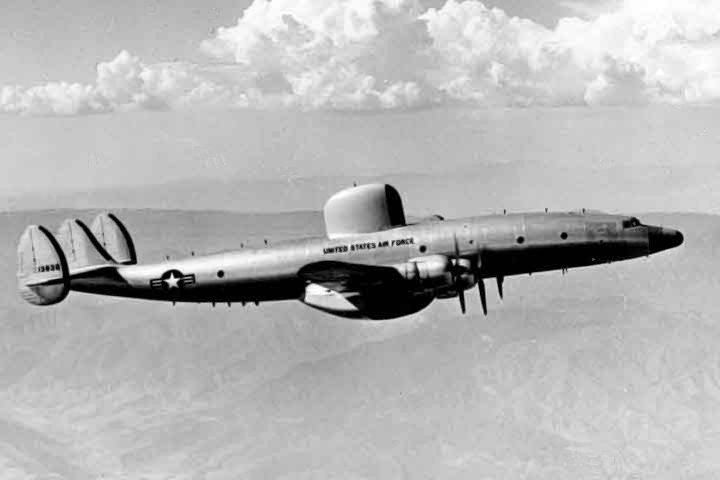
Le EC-121 Warning Star, un développement militaire du Lockheed Constellation, est en service de 1954 à 1982.

Boeing propose un appareil construit à cet effet, mais les essais indiquent qu'il ne peut surpasser le Boeing 707 déjà opérationnel, ce dernier est donc choisi à la place. Pour accroître l'endurance, le modèle doit être équipé de huit moteurs General Electric TF34, ou emporter son radar dans un dôme rotatif monté au sommet d'une dérive à flèche inversée, au-dessus du fuselage,. Boeing est sélectionné devant le projet basé sur le DC-8 de McDonnell Douglas en juillet 1970. Des commandes initiales sont passées pour deux appareils, désignés « EC-137D » en tant que bancs d'essai destinés à évaluer les deux radars concurrents. Comme les bancs d'essai n'ont pas besoin de l'autonomie de 14 heures exigée des appareils de production, les EC-137 conservent les moteurs commerciaux Pratt & Whitney JT3D, et une dernière réduction des besoins en autonomie conduit finalement à conserver les moteurs normaux pour la production.
Le premier EC-137 effectue son premier vol le 9 février 1972. Les vols avec emport des deux radars ont lieu entre mars et juillet de cette année. Les résultats des essais mènent à la sélection du radar de Westinghouse pour les appareils de production. Le radar d'Hughes apparaît initialement comme vainqueur certain, simplement parce que la majeure partie de son plan est initialement utilisée dans le programme du radar du F-15 Eagle. Le radar Westinghouse fait appel à une transformée de Fourier rapide (Fast Fourier Transform, FFT) canalisée pour sélectionner numériquement 128 fréquences Doppler, alors que le radar d'Hughes utilise des filtres analogues basés sur le modèle de celui du chasseur F-15. L'équipe d'ingénierie de Westinghouse gagne la compétition en utilisant un ordinateur programmable de 18 bits dont les logiciels peuvent être modifiés avant chaque mission. Cet ordinateur est le modèle AN/AYK-8 destiné au programme B-57G et désigné AYK-8-EP1 pour sa mémoire largement accrue. Ce radar multiplexe aussi un mode pulsé Beyond The Horizon (BTH, au-delà de l'horizon) pour compléter le mode de radar Doppler pulsé. Ceci se montre avantageux particulièrement lorsque le mode BTH est utilisé pour détecter des navires en mer lorsque le faisceau radar est dirigé en dessous de l'horizon.

### Développement à grande échelle
L'approbation pour un développement à grande échelle du système AWACS (Airborne Warning & Control System) est donnée le 26 janvier 1973. Pour permettre un développement supplémentaire des systèmes de l'avion, des commandes sont passées pour trois appareils de préproduction, le premier d'entre eux réalisant son premier vol en février 1975. Pour économiser les coûts, les exigences en matière d'endurance sont assouplies, ce qui permet au nouvel avion de conserver les quatre moteurs JT3D, de désignation militaire américaine TF33,. IBM et Hazeltine sont sélectionnés pour développer l'ordinateur de mission et les systèmes d'affichage. L'ordinateur IBM reçoit la désignation 4PI, et les logiciels sont écrits en JOVIAL (en). Dans le même temps, un opérateur Semi-Automatic Ground Environment (SAGE) ou Back-Up Interceptor Control (BUIC) doit être au sol et suivre le parcours, affiché sous forme tabulaire ; toutefois, les différences dans la symbologie créent des problèmes de compatibilité dans les systèmes tactiques de radar au sol en Islande, en Europe et en Corée, sous Liaison 11 (TADIL-A).

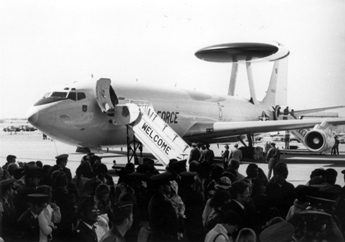
Cérémonie de réception du premier E-3 à la Tinker Air Force Base en 1977.

Les modifications du Boeing 707 pour arriver au E-3 Sentry comprennent l'ajout d'un dôme radar rotatif, d'un point unique d'avitaillement, d'un point de ravitaillement en vol et d'un toboggan pneumatique. Le modèle initial doit recevoir deux toboggans (un à l'avant et l'autre à l'arrière) mais celui à l'arrière est abandonné afin d'économiser les coûts. L'ingénierie, les essais et l'évaluation commencent sur le premier E-3 Sentry en octobre 1975. Entre 1977 et 1992, un total de 68 E-3 sont construits,.
Le premier appareil retiré du service est un E-3A de l'OTAN qui effectue sa dernière mission le 15 mai 2015.

### Remplacement
Les E-3 de la RAF seront remplacés par des Boeing 737 AEW&C sous la désignation E-7 Wedgetail. 
La USAF prévoit de remplacer les 31 E-3 en service en 2022 à partir de 2030 par 22 E-7A Wedgetail. En 2023, 13 sont retirés, 18 étant alors en service en octobre de cette année, 2 devant l'être en 2024.

## Descriptif technique

### Vue d'ensemble
La cellule du E-3 Sentry est un Boeing 707-320B Advanced modifié. Les E-3 de l'USAF et de l'OTAN ont une distance franchissable de 6 400 km sans ravitaillement ou peuvent voler huit heures. Les dernières versions du E-3 achetées par la France, l'Arabie saoudite et le Royaume-Uni sont équipées des turboréacteurs à double flux CFM-56-2 plus récents et pouvant voler pendant près de 11 heures ou sur plus de 8 000 km. La portée et l'autonomie du Sentry peuvent être augmentées via le ravitaillement en vol et les équipages peuvent se relayer ; des espaces de repos et de repas sont présents à bord,.
Lorsqu’il est déployé, chaque E-3 surveille une zone du champ de bataille qui lui est attribuée et fournit des informations aux commandants des opérations, permettant d'acquérir et de conserver le contrôle du combat. En tant qu'atout de la défense aérienne, le E-3 peut détecter, identifier et suivre les déplacements des forces ennemies aéroportées loin des frontières des États-Unis ou des pays de l'OTAN ; il peut diriger des chasseurs-intercepteurs vers ces cibles. En appui des opérations air-sol, le E-3 peut fournir des informations directes nécessaires à l'interdiction de l'espace aérien par l'ennemi, la reconnaissance, le transport aérien et l'appui aérien rapproché à des groupes amis au sol.

### Avionique

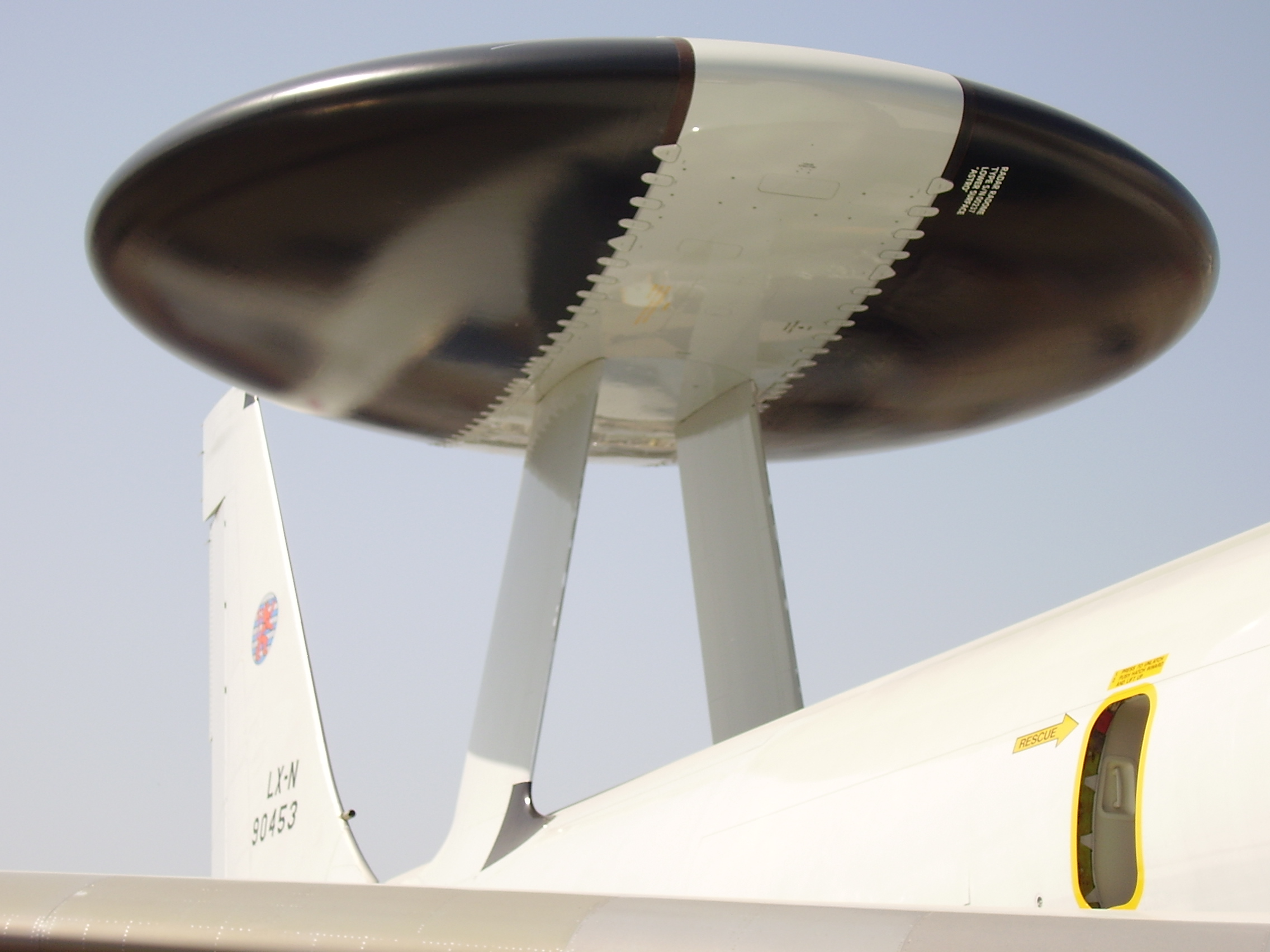
Vue rapprochée du radar qui effectue six tours par minute.

Le dôme radar, non pressurisé, a un diamètre de 9,1 m, est épais de 1,8 m au centre et est fixé à 3,4 m au-dessus du fuselage par deux supports. Il est incliné de 2° vers l'avant pour réduire la traînée aérodynamique lors des décollages et lorsque l'avion vole à la vitesse d'autonomie maximale (ce qui est corrigé électroniquement à la fois par le radar et le déphaseur de l'antenne SSR). Le dôme dispose de trappes de refroidissement et de prélèvement d'air pour évacuer la chaleur générée par les équipements électroniques et mécaniques. Le système de rotation hydraulique de l'antenne permet au système de radar à balayage numérique AN/APY-1 et AN/APY-2, de la Northrop Grumman Electronic Systems, de surveiller la surface terrestre jusque dans la stratosphère, au-dessus de la terre ou de l'eau.
Les autres sous-systèmes majeurs du E-3 Sentry sont la navigation, les communications et les ordinateurs. Des consoles affichent des données traitées par ordinateur en format graphique ou tabulaire sur des écrans vidéo. Les opérateurs de consoles réalisent la surveillance, l'identification des cibles, les contrôles d'armes, la gestion de combat et les communications. Les sous-systèmes de radar et d'ordinateur du E-3 peuvent recueillir et présenter des informations nombreuses et détaillées sur le champ de bataille. Ceci comprend les positions et les informations de suivi des aéronefs ou navires ennemis et la localisation et les statuts des vaisseaux et aéronefs amis. L'information peut être envoyée au commandement central et aux centres de contrôle dans les zones arrière ou à bord des navires. En temps de crise, les données peuvent être transmises à la National Command Authority aux États-Unis via des RC-135 ou des porte-avions.
Deux alternateurs sont montés sur chacun des quatre moteurs du E-3 fournissent chacun 75 kVA de puissance électrique, pour le radar, l'IFF et autres appareils électroniques de l'avion. Lorsque l'appareil vole à son altitude d'exploitation, son radar Doppler pulsé a une portée de plus de 400 km pour des cibles volant à basse altitude, et le radar à impulsions « au-delà de l'horizon » a une portée d'environ 650 km pour des appareils qui volent à des altitudes moyennes ou hautes. Le radar (primaire) est combiné à un radar secondaire (interrogateur IFF) de surveillance, ce qui permet de détecter, d'identifier et de suivre des avions ennemis ou amis volant à basse altitude, tout en éliminant les échos parasites au sol,,.

### Évolutions et améliorations
L'hétérogénéité de l'équipement de la flotte des E-3 de l'OTAN complique sa modernisation. Chaque appareil des membres de l'OTAN est configuré différemment et l'OTAN n'a pas finalisé de plans de modernisation ou de remplacement. Les avions peuvent continuer à voler jusqu'en 2050 avec une maintenance appropriée, mais puisque la flotte de Boeing 707 dans le monde entier diminue, la maintenance des E-3 devient plus difficile.

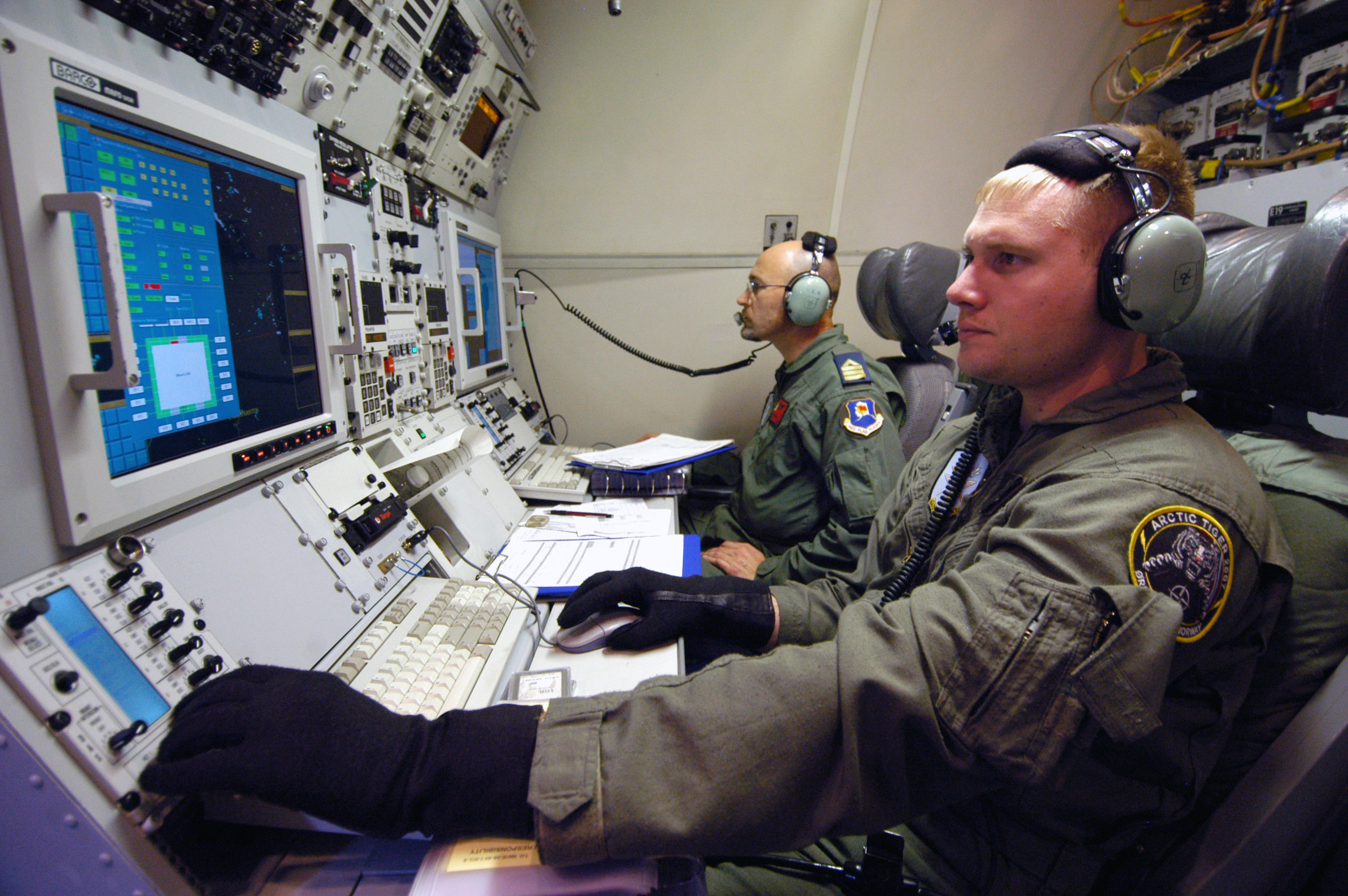
L'équipage en train de mettre en œuvre les consoles de communications et de commandement d'un E-3 de l’OTAN en janvier 2008.

À partir de 1987, les E-3 de l'USAF sont amenés au standard « Block 30/35 Modification Program » (programme de modification aux standards 30/35) pour améliorer les capacités du E-3. Le 30 octobre 2001, le dernier appareil à être amélioré sort des chaînes d'assemblage. Plusieurs perfectionnements sont réalisés, à commencer par l'installation de mesures de soutien électronique et de capacité de surveillance électronique, à la fois pour des moyens de détection actifs et passifs. Le Joint Tactical Information Distribution System (en) (JTIDS) fournit des communications rapides et sûres pour transmettre des informations, dont les positions des cibles et des données d'identification, à d'autres plates-formes alliées. Un système de GPS est ajouté. Les ordinateurs embarqués sont revus pour héberger le JTIDS, Liaison 16, les nouveaux systèmes ESM et recevoir de futures améliorations.
Puisque le Boeing 707 n'est plus en production, le système de mission du E-3 est installé dans le Boeing E-767 pour la Force aérienne d'autodéfense japonaise. Le E-10 MC2A est initialement destiné à remplacer les E-3 de l'USAF — avec le RC-135 et le E-8 — mais le programme E-10 est annulé par le département de la Défense. Boeing continue de réaliser pour l'USAF des séries d'améliorations progressives, principalement sur l'avionique pour amener les appareils au standard Block 40/45. Ces appareils modifiés comportent des améliorations des sections d'équipage de mission et de gestion du combat aérien, ainsi que des équipements électroniques considérablement améliorés.
Un autre programme étudié par l'Air Force est l'Avionics Modernization Program (AMP, Programme de modernisation de l'avionique). Ce programme doit équiper les E-3 de planches de bord tout écran. L'Air Force veut également modifier des E-3 avec des réacteurs plus fiables que les originaux, et au moins 19 % plus efficaces énergétiquement. Des nouveaux turboréacteurs à double flux doivent donner à ces E-3 une plus grande portée, plus d'autonomie et réduire la distance de décollage. Si ces modifications sont réalisées, les E-3 pourront décoller avec le plein de carburant sur des pistes longues de seulement 3 000 m (10 000 ft), et également par des températures plus élevées et des pressions atmosphériques plus faibles, comme sur les bases situées en région montagneuse. Maintenant que le E-8 Joint STARS est équipé des nouveaux turboréacteurs à double flux Pratt & Whitney JT8D-219, présentés comme coûtant la moitié du prix du moteur concurrent, le CFM56, l'Air Force étudie la possibilité de remplacer des réacteurs originaux des E-3 par d'autres plus efficaces.
Le Radar System Improvement Program (RSIP, programme d'amélioration du système radar) est un programme de développement commun entre les États-Unis et l'OTAN. Le RSIP accroît la capacité opérationnelle des contre-mesures électroniques du radar du E-3 et améliore la fiabilité, la maintenabilité et la disponibilité du système. Ce programme vise essentiellement à remplacer les anciens composants électroniques Transistor-Transistor logic (TTL) et MECL dont la production est arrêtée depuis longtemps, ainsi que les ordinateurs numériques qui exigent un langage de programmation de haut niveau par un langage d'assemblage. Un développement significatif consiste à remplacer l'ancien matériel électronique de traitement des signaux par : la transformation de Fourier rapide (FFT) de 8-bit en 24-bit et le convertisseur analogique-numérique (en anglais, A/D) de 12-bit signé en 15-bit signé. Ces modifications de matériel et de logiciel améliorent les performances du radar du E-3, accroissant sa capacité de détection en mettant l'accent sur les cibles furtives à faible surface de réflexion radar (RCS).
La RAF fait également appel au programme RSIP pour améliorer le radar de ses E-3. La modernisation des escadrons de E-3 est terminée en décembre 2000. Des systèmes GPS et de navigation inertielle sont installés, ce qui améliore la précision de la localisation. En 2002, Boeing reçoit un contrat pour appliquer le RSIP à l'escadron de l'Armée de l'air française. L'installation est terminée en 2006.

## Histoire opérationnelle

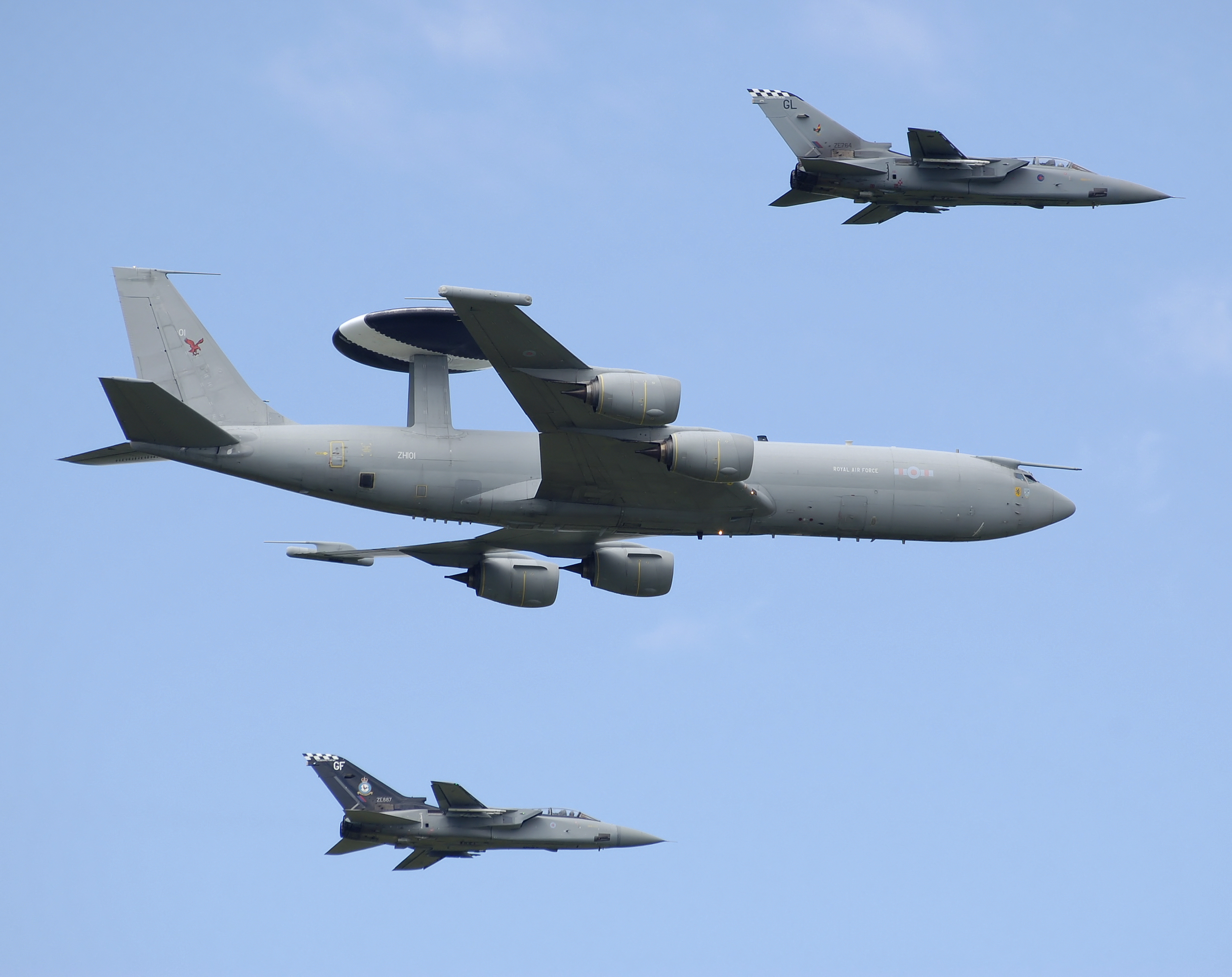
Un Boeing E-3D Sentry AEW1 accompagné par deux Panavia Tornado F3 lors du Kemble Air Day. Les AEW1 de la RAF peuvent être identifiés par les nacelles de mesures de soutien électronique situées dans les extrémités de voilure.

En mars 1977, le 552nd Airborne Warning and Control Wing (aujourd'hui le 55d Air Control Wing), basé sur la Tinker Air Force Base dans l'Oklahoma, reçoit ses premiers E-3. Le 34e et dernier Sentry de l'USAF est livré en juin 1984. En mars 1996, l'USAF active le 513th Air Control Group (513 ACG), une unité AWACS de l'Air Force Reserve Command (AFRC), dans le cadre du Reserve Associate Program. Installé avec le 552 ACW à Tinker AFB (Air Force Base), le 513 ACG effectue des missions avec des E-3 partagés avec le 552 ACW.
Au total, en 2003, l'USAF dispose de 32 E-3 en service. 27 sont basés à Tinker AFB et appartiennent au Air Combat Command (ACC). Quatre autres sont assignés aux Pacific Air Forces (PACAF) et stationnés à la Kadena Air Base à Okinawa et Elmendorf AFB en Alaska. Le dernier appareil (TS-3) est attribué à Boeing pour des essais et le développement.
En 1977, l'Iran passe commande de dix E-3 ; cette commande est toutefois annulée à la suite de la révolution de 1979. L'OTAN acquiert dix-huit E-3A et de l'équipement de soutien pour sa force de défense aérienne. Comme tous les appareils doivent être immatriculés dans un pays déterminé, la décision est prise d'immatriculer les dix-huit Sentry de l'OTAN au Luxembourg, un membre de l'OTAN qui ne possède pas de force aérienne. Le premier E-3 de l’OTAN est livré en janvier 1982. Les dix-huit appareils sont utilisés par les escadrons no 1, 2 et 3 de la composante E-3 de l'OTAN ; ils sont basés à la base aérienne de Geilenkirchen en Allemagne. En juin 2015, sur les dix-huit initiaux, seize E-3A sont dans l'inventaire de l'OTAN ; un appareil ayant été perdu dans un accident, un autre retiré du service (le premier à cette date).
Le Royaume-Uni et la France ne sont pas intégrés dans la composante des E-3A de l'OTAN et souhaitent acquérir des appareils via un projet commun. Les deux pays utilisent leurs E-3 de façon indépendante l'un de l'autre et de l'OTAN. Le Royaume-Uni exploite six appareils, un septième étant retiré du service. Pour les Britanniques, la nécessité de disposer de ce type d'avion est venue après l'annulation du projet British Aerospace Nimrod AEW3 (en) destiné à remplacer l'Avro Shackleton AEW2 pendant les années 1980. La commande de E-3 du Royaume-Uni est passée en février 1987 et les livraisons commencent en 1990. L'Armée de l’air française possède une flotte de quatre E-3F-SDA, qu'elle réceptionne entre le 22 mai 1991 et le 19 juin 1992 ; ils sont stationnés sur la base aérienne 702 Avord. Les onze appareils, britanniques et français, sont équipés des nouveaux moteurs CFM56-2. 
Un dernier opérateur de ce modèle est l'Arabie saoudite, qui reçoit cinq appareils entre juin 1986 et septembre 1987, tous équipés de réacteurs CFM56-2.
Le E-3 Sentry est l'un des premiers avions déployés lors de l'opération Bouclier du désert, pendant la guerre du Golfe, où ils s'établissent immédiatement en un écran radar permanent afin de se protéger des forces irakiennes. Lors de l'opération Tempête du désert, les E-3 effectuent 379 missions et enregistrent 5 052 heures de temps en poste. La collection de données du radar du E-3 et des sous-systèmes informatiques permettent une guerre aérienne totale, la première de l'histoire. En plus de fournir, au moment crucial, des informations aux hauts dirigeants sur les actions des forces ennemies, les contrôleurs des E-3 apportent leur aide dans 38 des 41 attaques air-air répertoriées dans le conflit,. En 2011, les E-3 de l'OTAN et de la RAF participent aux opérations militaires internationales en Libye.

## Versions

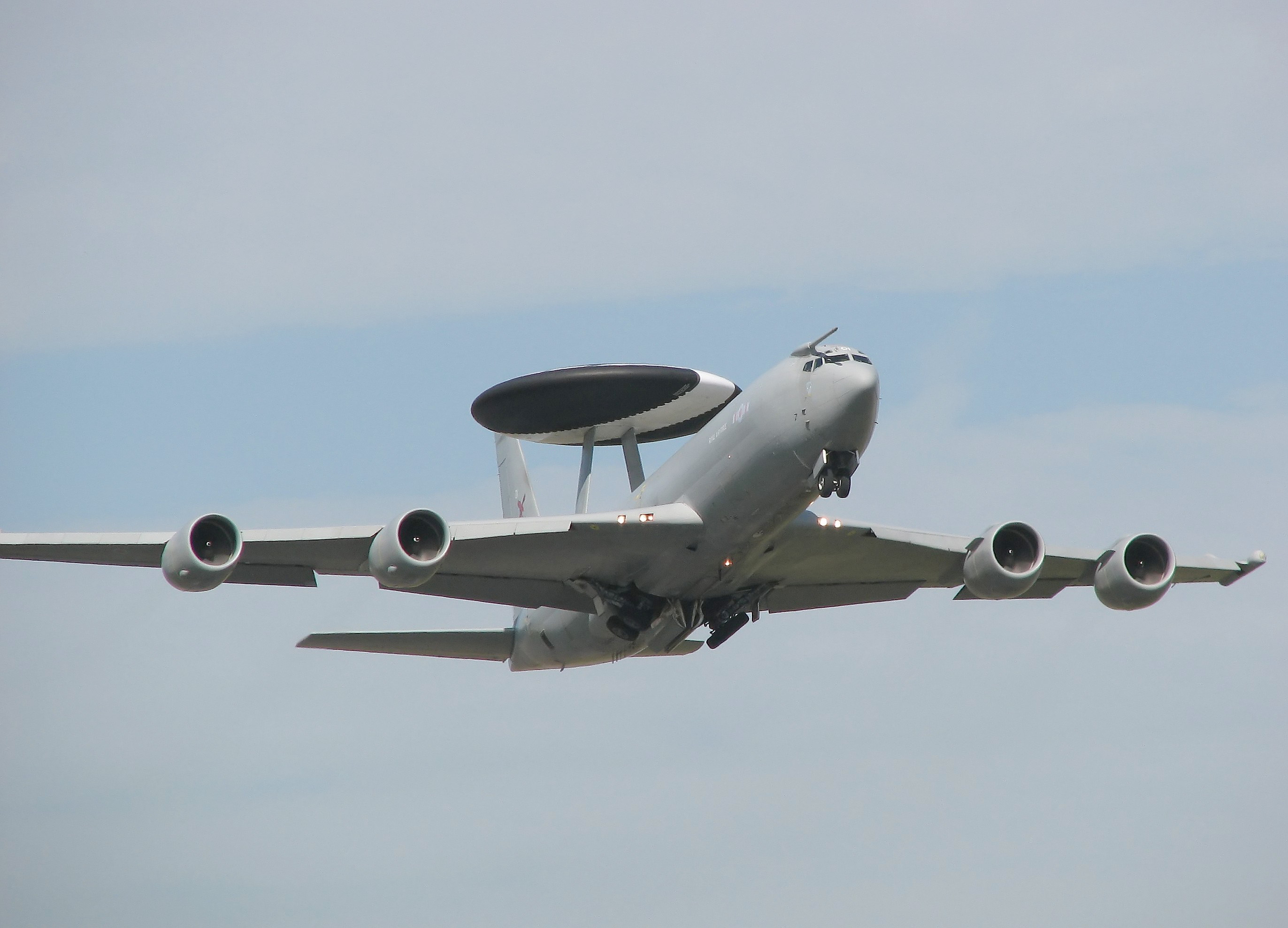
Un Sentry AEW.1 de la Royal Air Force au décollage.

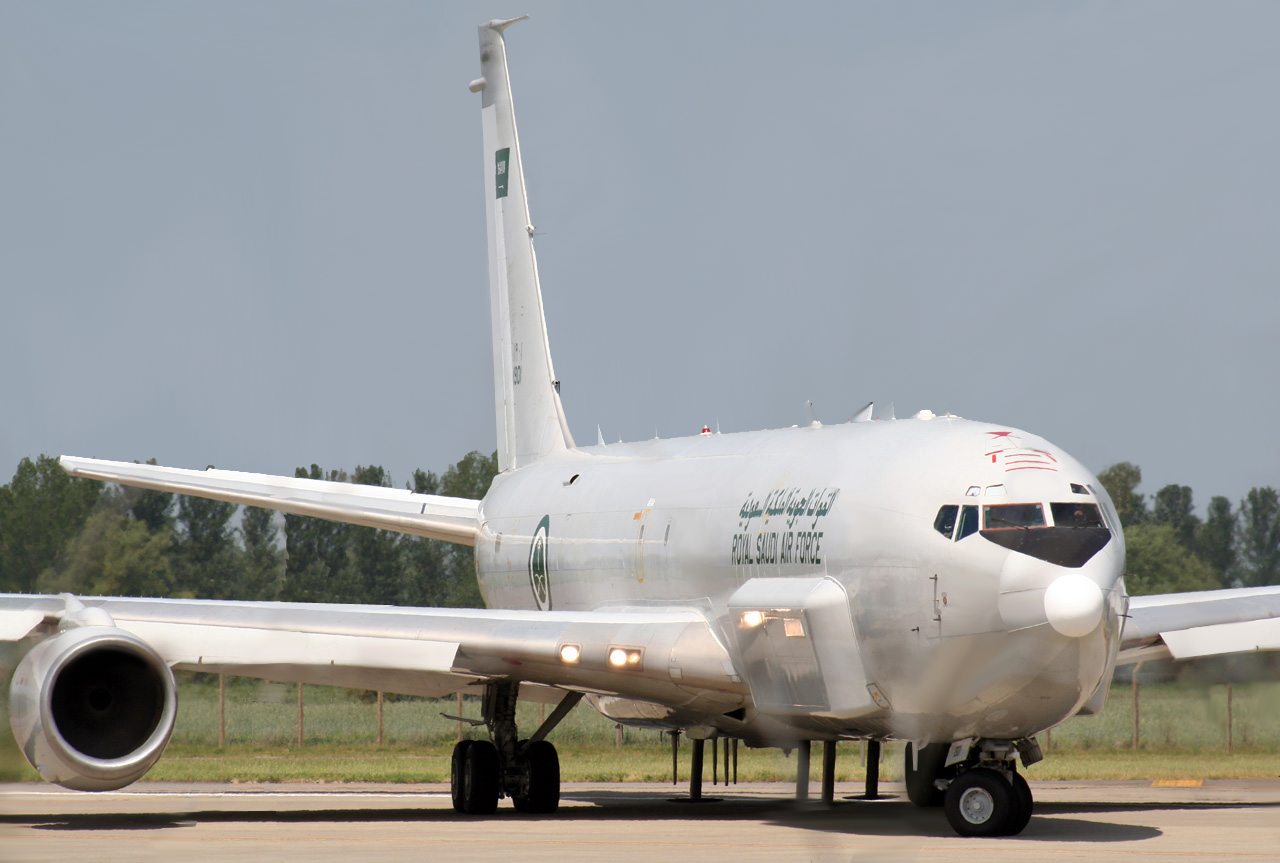
Un des deux RE-3A saoudiens en 2010.

- EC-137D : deux prototypes AWACS avec des moteurs JT3D, l'un équipé d'un radar Westinghouse Electric et l'autre d'un radar Hughes Aircraft Company. Les deux sont convertis au standard E-3A avec des moteurs TF33.

- E-3A : appareil de production équipé de moteurs TF33 et d'un radar AN/APY-1. Vingt-quatre exemplaires sont construits pour l'USAF, par la suite convertis au standard E-3B. Un total de trente-quatre appareils sont commandés mais les dix derniers sont portés directement au standard E-3C[32] ; l'un d'entre eux est gardé par Boeing pour des essais[32],[33]. Dix-huit autres sont construits pour l'OTAN avec des moteurs TF33 et cinq pour l'Arabie saoudite avec des moteurs CFM56[32].

- KE-3A : ce ne sont pas des avions AWACS mais des ravitailleurs basés sur le E-3 et motorisés par des CFM56. Huit sont vendus à l'Arabie saoudite[32].

- RE-3A : deux des KE-3A saoudiens ont été transformés au début des années 2000[34] en avion de renseignement d'origine électromagnétique équivalent au Boeing RC-135[35].

- E-3B : E-3A améliorés, vingt-quatre sont convertis[32].

- E-3C : appareil de production avec un radar AN/APY-2, des consoles électroniques additionnelles et des améliorations du système ; dix sont construits[36].

- JE-3C : un E-3A utilisé par Boeing pour des essais et renommé par la suite E-3C[32].

- E-3D : appareil de production pour la Royal Air Force au standard E-3C, avec des moteurs CFM56 et des modifications britanniques, désignés Sentry AEW.1 ; sept sont construits[32]. En plus du réceptacle pour ravitaillement rigide, ils sont dotés d'une perche de télescopique pour ravitaillement par tuyau souple[33].

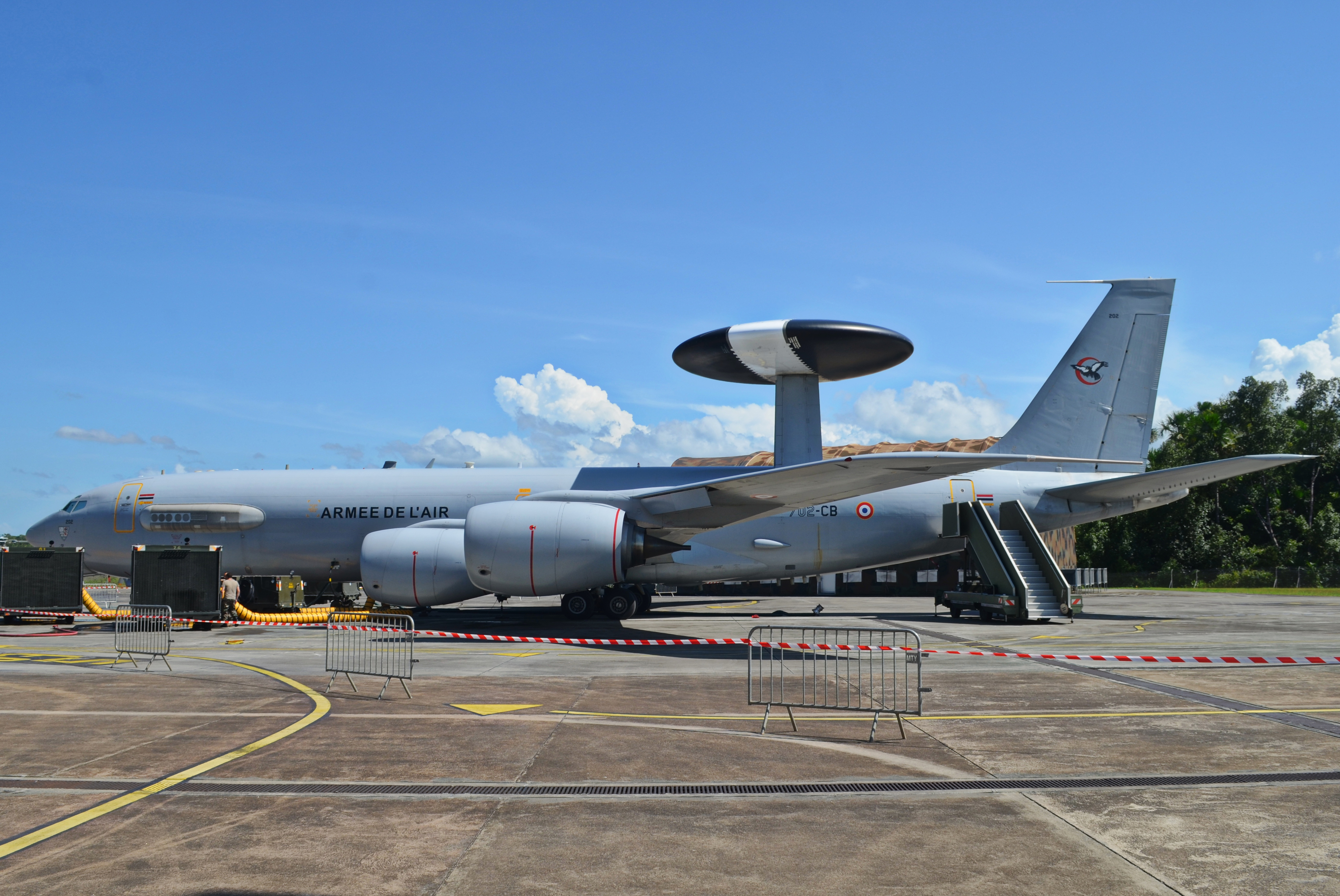
Un des quatre E-3F français en 2014, il porte l'insigne de l’escadrille BR 43 Charognard.

- E-3F : appareil de production pour l'Armée de l'air française au standard E-3C avec des moteurs CFM56 et des modifications françaises. Quatre exemplaires ont été construits[32]. Un contrat de modernisation à mi-vie des E-3F a été signé en 2010 avec un Boeing pour un montant de 466 millions de dollars. Elle comportait le remplacement du calculateur de mission et des dix consoles opérateurs et l’ajout de quatre consoles supplémentaires. Le système électrique a été modifié en conséquence et un nouvel interrogateur IFF (identification ami-ennemi) a aussi été installé. La modernisation fut néanmoins bloquée deux ans après par le Pentagone qui s'opposait au transfert de technologies sensibles sur des appareils étrangers[37]. Le problème fut résolu en mai 2013 par la signature d'un contrat FMS (Foreign Military Sale) signé entre le Département de la Défense des États-Unis et la DGA[38]. Le premier E-3F rénové a été livré le 17 juillet 2014[37],[39], le second le 20 mai 2015[40],[41], les deux derniers sont modernisés au troisième trimestre 2016. La modernisation s'effectue dans les ateliers d'Air France Industries KLM Engineering & Maintenance (hangar de maintenance H4) près de l'Aéroport de Paris-Charles-de-Gaulle[42]. Les E-3F sont portés au standard Block 40/45 développé par Boeing pour les E-3G de l'US Air Force. Il augmente les capacités en matière de surveillance, de communications et de gestion des combats de l'armée de l'air qui pourra intervenir sur des opérations aériennes de plus grande envergure. La DGA a annoncé plusieurs améliorations en 2017[43]. Tout d'abord la planche de bord analogique sera remplacée par un glass cockpit doté de cinq écrans multifonctions[44]. Cette modification réduira le personnel navigant de quatre à trois personnes et permettra aux E-3F de circuler dans les espaces aériens civils. Les appareils bénéficieront aussi de l'intégration d’une liaison de données tactiques par satellite. Les données seront échangées au format Liaison 16 (JREAP-C) par liaison Inmarsat 4. Ces intégrations seront effectuées avec la collaboration de Boeing lors des visites de maintenance majeure des appareils entre 2018 et 2022. Les E-3F sont censés rester au service actif jusqu'en 2035[43].

- E-3G : modification Block 40/45 de l'USAF[36].

## Pays utilisateurs

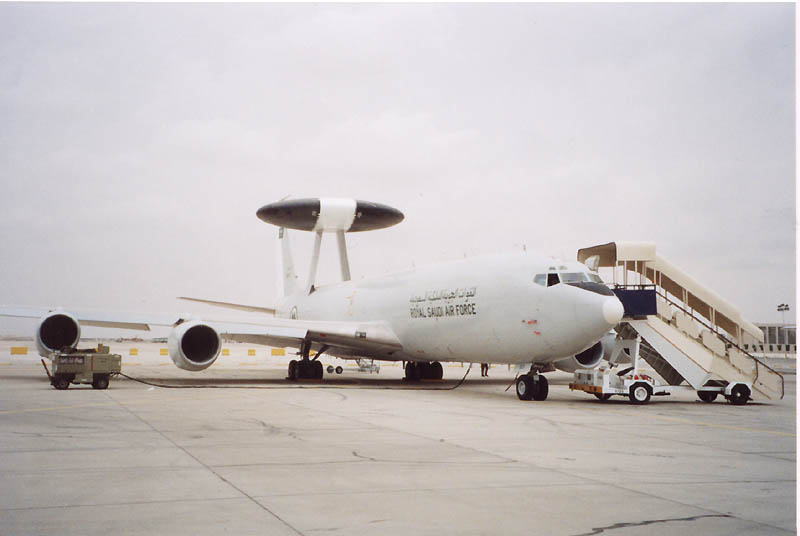
Un E-3A du No. 18 Squadron saoudien en 2003.

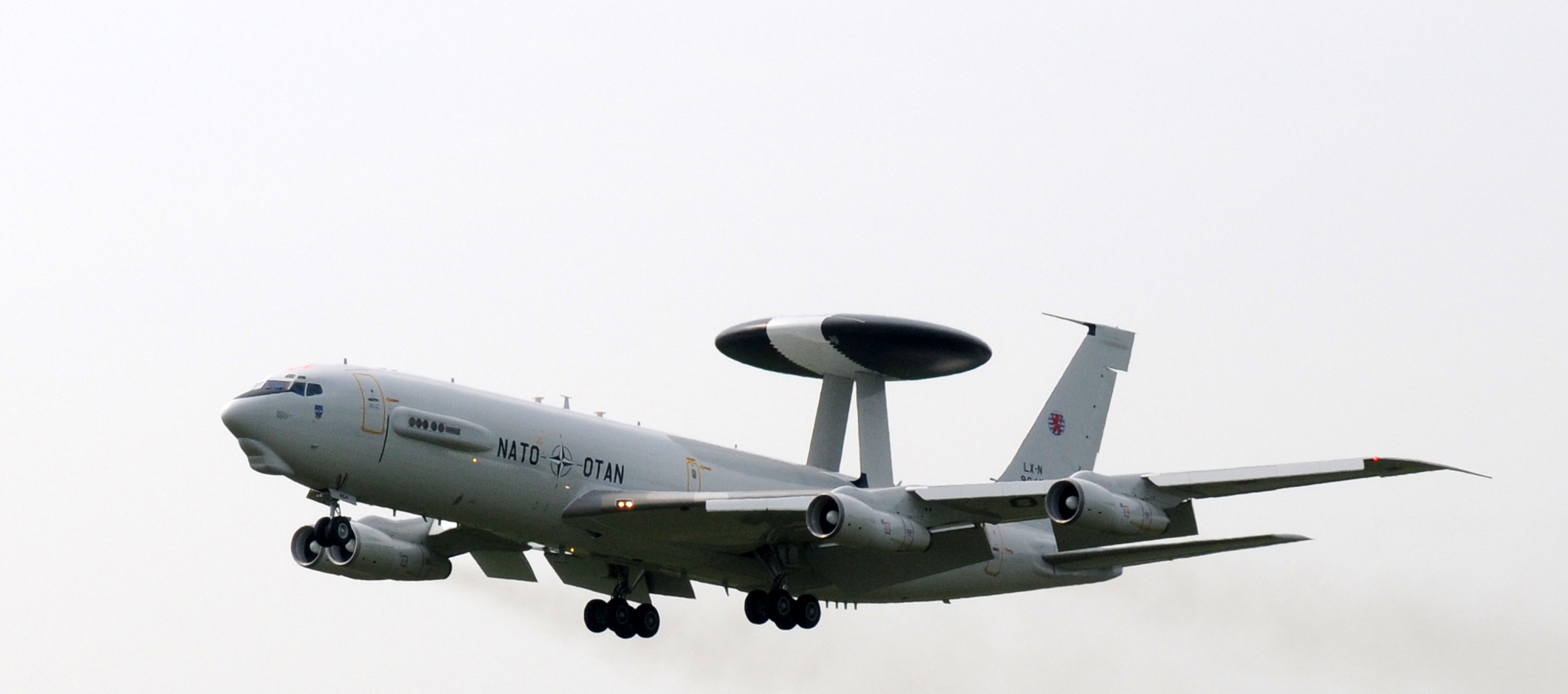
Les E-3 de l'OTAN ont l'immatriculation LX sur la dérive. Le carénage de menton accueille une suite ESM.

Arabie saouditela Force aérienne royale saoudienne achète cinq E-3A et huit ravitailleurs KE-3A en 1983, deux de ces derniers convertis en avion de reconnaissance électronique RE-3A.
RSAF 6 Wing
- No. 18 Squadron - Prince Sultan Air Base[46]

 Chilila force aérienne chilienne a racheté en 2022 un lot de trois E-3D Sentry de seconde main auprès de la Royal Air Force britannique. Un d'entre eux est prévu pour servir de stock de pièces détachées. Les ex-ZH103 et ZH106 sont livrés les 27 et 28 juillet 2022
Force aérienne chilienne
- IIª Brigada Aérea - Aéroport international Arturo-Merino-Benítez, Santiago du Chili.

 États-Unisla United States Air Force possède, en mai 2022, trente-et-un E-3.
Tactical Air Command 1976–1992
Air Combat Command depuis 1992
- 552d Air Control Wing (en) – Tinker Air Force Base, Oklahoma

960th Airborne Air Control Squadron (en) depuis 2001 (NAS Keflavik, Islande 1979–1992)
963d Airborne Air Control Squadron (en) depuis 1976
964th Airborne Air Control Squadron (en) depuis 1977
965th Airborne Air Control Squadron (en) 1978–1979, depuis 1984
966th Airborne Air Control Squadron (en) depuis 1976
- 380th Air Expeditionary Wing (en) – Base aérienne Al Dhafra, Émirats arabes unis

960th Expeditionary Airborne Air Control Squadron depuis 2002
Air Force Reserve Command
- 513th Air Control Group (en) (associé) – Tinker AFB, Oklahoma

970th Airborne Air Control Squadron (en) depuis 1996
Pacific Air Forces
- 3d Wing – Elmendorf AFB, Alaska

962d Airborne Air Control Squadron (en) depuis 1986
- 18th Wing – Kadena AB, Japon

961st Airborne Air Control Squadron (en) depuis 1979
 FranceL'armée de l'Air a acheté quatre E-3F. Ils ont été livrés en 1990 et 1991 puis mis en service en 1992.
Brigade aérienne du contrôle de l'espace (BACE)
- 36e EC2A (nom de l'unité depuis 2014)
  - 36e escadron de détection et de contrôle aéroportées Berry (EDCA) - base aérienne 702 Avord[50].

 OTANEn décembre 1978, l'OTAN décide d'acquérir une flotte d'E-3. 18 sont livrés entre février 1982 et mai 1985 et sont immatriculés au Luxembourg, un membre de l'OTAN qui ne possède pas de force aérienne. Fin 2019, quatorze appareils sont basés à Geilenkirchen, en Allemagne (un est perdu en Grèce, trois ont été retirés du service à partir de 2015 – le premier à l'être effectuant sa dernière mission le 13 mai 2015 –). Ils sont responsables de la surveillance de l'espace aérien pour les opérations de l'OTAN partout dans le monde.
- Force aéroportée de détection lointaine et de contrôle de l'OTAN (NATO Airborne Early Warning & Control Force Command/Force NAEW&C[54])
  - Escadron 1
  - Escadron 2
  - Escadron 3
  - Escadre d'entraînement

 Royaume-Unila Royal Air Force achète sept E-3D en octobre 1987. Les appareils sont désignés Sentry AEW.1. Six opérationnels et un est utilisé pour l'entraînement. En 2019, on annonce qu'ils seront remplacés par 5 Boeing 737 AEW&C dont la livraison du premier appareil est attendue pour 2023, alors que la flotte d'E-3D opérationnels à cette date était de 4. En mars 2021, alors que le retrait officiel a lieu le 30 septembre 2021, seuls 3 Boeing 737 AEW&C sont alors prévus. Un des appareils retiré est acheté servir d'avion d'entraînement pour l'US Navy après modifications mais le programme est annulé et l'avion démantelé pour ses pièces détachées.
Depuis le retrait de ses E-3D Sentry AEW Mk 1 le 4 août 2021, les missions de détection et de commandement aéroporté au service de la RAF sont effectuées par les E-3D de l'OTAN, principalement ceux de l'Armée de l'air et de l'espace de la France.
- No. 8 Squadron (en)
- No. 23 Squadron (dissous en 2009)
- No. 54 Squadron

## Accidents et incidents
Depuis sa mise en service, le E-3 a été impliqué dans trois accidents avec perte des appareils.
- Le 9 septembre 1983, un E-3 de l'USAF entre en collision avec un ravitailleur KC-135A au-dessus de l'Arabie saoudite durant l'opération ELF-1. Les deux appareils peuvent rejoindre la base aérienne de Riyadh. L'aile droite de l'E-3 est partiellement sectionnée tandis que le KC-135A subit davantage de dégâts dont une dépressurisation de la cabine et l'extinction de deux moteurs.
- Le 22 septembre 1995, un E-3 Sentry de l'USAF (indicatif d'appel Yukla 27, serial 77-0354) s'écrase peu après son décollage de la Elmendorf Air Force Base, en Alaska. L'appareil perd de la puissance sur ses deux moteurs gauches à la suite de l'ingestion de plusieurs bernaches du Canada. L'appareil touche le sol environ 3 km au nord-est de la piste ; les 24 membres d'équipage présents à bord sont tués[61],[62].
- Le 14 juillet 1996, un E-3A de l'OTAN, LX-N90457, ancien serial 79-0457, dépasse la piste et plonge dans la mer lors du décollage de la base de Préveza en Grèce. Le fuselage se casse en deux, détruisant l'avion ; les 16 membres d'équipage y survivent[63]. Il pourrait avoir subi une collision aviaire au décollage mais aucune preuve n'a été trouvée[26],[64].
- Le 28 août 2009, un E-3C de l'USAF, serial 83-0008, est sérieusement endommagé lors de l'atterrissage à la Nellis Air Force Base, après une défaillance du train avant[65]. Les frottements sur le sol provoquent un incendie qui provoque d'importants dégâts[66]. L'accident est attribué à une erreur de pilotage[67] : à une altitude de 100 pieds, le copilote et le pilote n'ont plus d'indication de hauteur par rapport au sol. L'appareil frappe le sol avec une telle force que le train avant se brise. L'appareil glisse sur la piste sur 4 500 pieds (environ 1,4 km)[68].

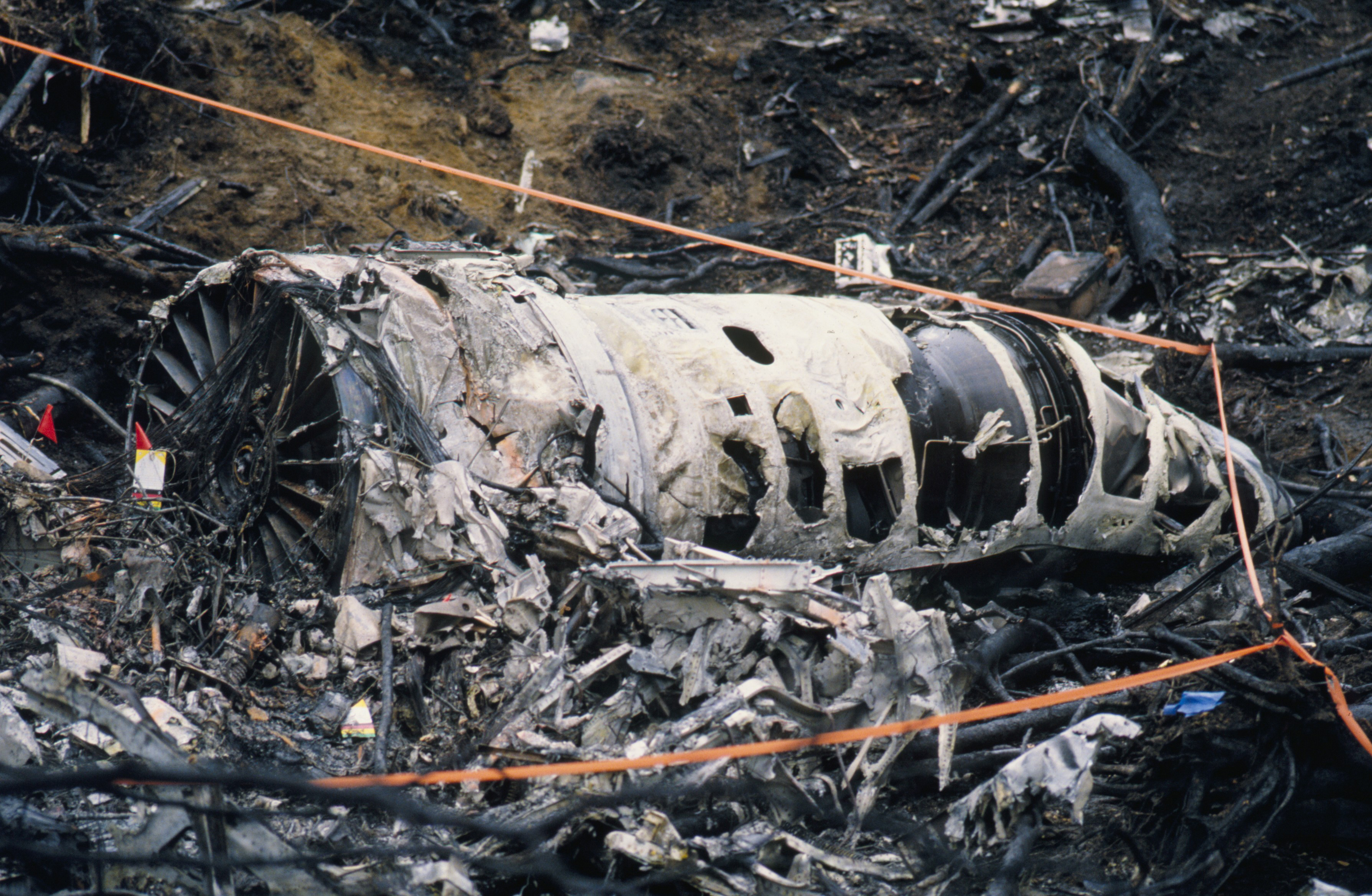
Détail du crash du Yukla 27 en Alaska le 22 septembre 1995.
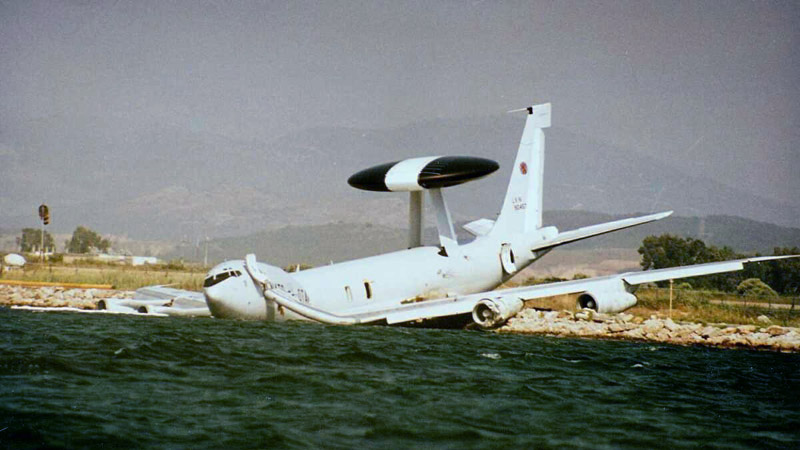
E-3 de l'OTAN après avoir quitté la piste de Préveza le 14 juillet 1996.
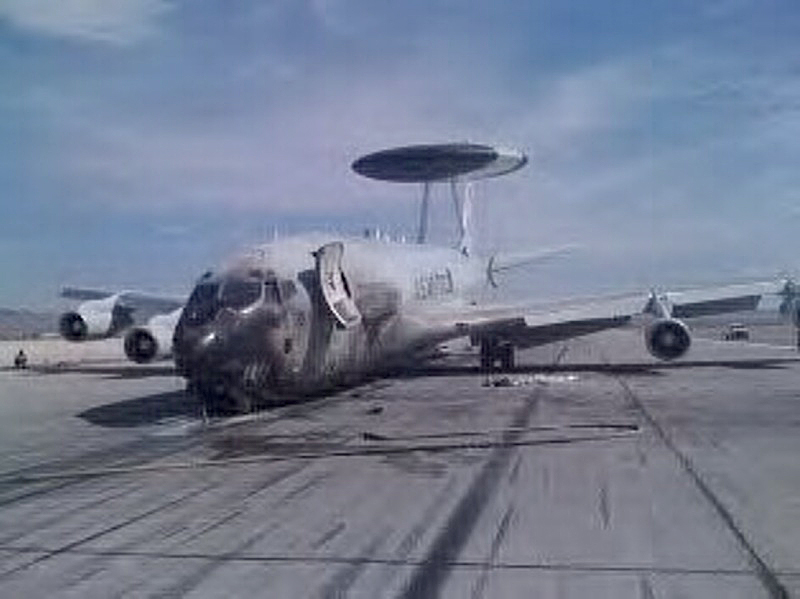
E-3 de l'USAF endommagé sur la piste de la Nellis Air Force Base le 28 août 2009.